# 费奥多尔·苏尔加诺夫
费奥多尔·阿尼西莫维奇·苏尔加诺夫（俄语：Фёдор Анисимович Сурганов；1911年6月7日—1976年12月16日），苏联党和国家领导人。曾任明斯克州长；白共明斯克州委第一书记；白共中央第二书记；白俄罗斯苏维埃社会主义共和国最高苏维埃主席团副主席、主席；苏联最高苏维埃主席团副主席等职务。

## 生平
- 1911年6月7日出生于格罗德诺省苏德尼基村的一个农民家庭。1931年毕业于卢热斯尼亚农业学院。
- 1931年-1932年，白俄罗斯苏维埃社会主义共和国农业集体联盟亚麻部门农艺师。
- 1932年-1934年，白俄罗斯苏维埃社会主义共和国农业人民委员会亚麻部农艺师。
- 1934年-1939年，白俄罗斯农业学院学习。
- 1939年-1940年，共青团莫吉廖夫州高尔基区委书记。1940年加入联共（布）。
- 1940年-1941年11月，共青团莫吉廖夫州委第一书记。
- 1941年11月-1942年2月，共青团斯维尔德洛夫斯克市委书记。
- 1942年2月-1945年，白俄罗斯共青团中央委员会书记，负责宣传工作。卫国战争期间，他得到了白共（布）中央委员会和游击队运动中央总部的授权，是白俄罗斯苏维埃社会主义共和国游击队运动和地下共青团的组织者和领导人之一。
- 1945年-1947年，白共（布）中央委员会会农业部副部长。
- 1947年-1954年7月，白共（布）明斯克州委第二书记。
- 1954年7月-1955年10月，明斯克州长。
- 1955年-1971年7月，白俄罗斯苏维埃社会主义共和国最高苏维埃主席团副主席。

期间：
1955年10月-1956年8月，白共明斯克州委第一书记。

1956年7月-1959年4月，白共中央委员会书记。

1959年4月-1962年12月，白共中央第二书记。

1962年12月-1965年3月，白共中央委员会书记。期间，1962年12月-1964年11月，白共中央农业管理委员会主席团主席。

1965年3月-1971年7月，白共中央第二书记。期间，1967年12月-1968年1月，白俄罗斯苏维埃社会主义共和国最高苏维埃主席团代主席。

- 1971年6月-7月，白俄罗斯苏维埃社会主义共和国最高苏维埃主席团副主席、代主席。
- 1971年7月-1976年12月，白俄罗斯苏维埃社会主义共和国最高苏维埃主席团主席兼苏联最高苏维埃主席团副主席。
- 1976年12月26日因车祸于布列斯特州去世，终年65岁。葬于明斯克东部公墓。

苏尔加诺夫是苏共20-25大代表；第20-21届中央候补委员，第22-25届中央委员；第5、7届苏联最高苏维埃联盟院代表，第9届苏联最高苏维埃民族院代表；第3-9届白俄罗斯苏维埃社会主义共和国最高苏维埃代表。

## 荣誉
- 五次列宁勋章（1944,1958,1961,1976,1973）
- 两次劳动红旗勋章（1948,1961）
- 纪念列宁诞辰一百周年奖章
- 劳动英勇奖章
- 一级卫国战争游击队员奖章
- 1941-1945年伟大卫国战争战胜德国奖章
- 1941-1945年伟大卫国战争胜利二十周年奖章
- 1941-1945年伟大卫国战争胜利三十周年奖章
- 1941-1945年伟大卫国战争中忘我劳动奖章
- 苏联武装力量五十周年奖章